# Drepanoneura flinti
Drepanoneura flinti – gatunek ważki z rodziny łątkowatych (Coenagrionidae). Endemit Kolumbii występujący w południowej części kraju – stwierdzony tylko nad jednym strumieniem w departamencie Caquetá.